# Elsa Triolet
Elsa Triolet, nata Ėlla Jur'evna Kagan (in russo Элла Юрьевна Каган?; Mosca, 11 settembre 1896 – Saint-Arnoult-en-Yvelines, 16 giugno 1970), è stata una scrittrice e partigiana francese.
È conosciuta per essere stata la prima donna a ottenere il premio Goncourt il 2 luglio 1945, grazie al suo libro Le Premier Accroc coûte deux cents francs, una raccolta di racconti pubblicata nel 1944. Il compagno Louis Aragon incentra granparte della sua opera sulla sua relazione con Elsa Triolet e la loro creazione artistica è spesso studiata in modo parallelo.

## Biografia
Elsa Jur'evna Kagan nasce a Mosca nel 1896 dalla pianista Elena Jur'evna Berman e dall'avvocato Jurij Aleksandrovič Kagan, entrambi di origine ebrea, ma non praticanti. La famiglia appartiene all'alta borghesia e frequenta gli intellettuali russi della sua epoca. Elsa ha una sorella maggiore Lilja Brik, attrice e realizzatrice appartenente all'avanguardia russa e storica musa e compagna di Vladimir Majakovskij. Entrambe sono educate alla musica e parlano correntemente tedesco e francese. Le due sorelle sono molto legate ma il loro rapporto oscilla fra complicità e rivalità. Loro amico d'infanzia era il linguista Roman Jakobson. Questa amicizia, che per Roman sfociò in amore, è stata una costante nella vita di Elsa. Durante la Rivoluzione del 1905, la sorella ha solo 14 anni eppure si lascia coinvolgere dagli ideali communisti, influenzata dall'incontro con il giovane Osip Maksimovič Brik. Anche Elsa, che ha nove anni ed è sempre in ammirazione della sorella, sogna di diventare parte attiva di questo grande progetto.
Finite le scuole nel 1913 s'iscrive ad architettura laureandosi nel 1918, un anno dopo la morte del padre. Sono anni difficili a causa della precarietà economica e la delusione amorosa con Vladimir Vladimirovič Majakovskij conosciuto nel 1911. Nonostante la sua ammirazione verso il poeta e tutti gli sforzi da lei fatti per aiutarne la carriera, lui si lega affettivamente con la sorella Lilja Brik. Per la prima volta pensa al suicidio. La Rivoluzione d'ottobre che si stà preparando già nel 1917 estrae Elsa dal suo dolore sentimentale. Nel 1918 abbandonò la Russia per sposare l'anno successivo a Parigi un ufficiale francese, André Triolet, che seguì per un anno nel suo trasferimento a Tahiti. Su questo soggiorno scrisse (in russo, adotterà il francese più tardi) la sua prima opera.
Intanto subì una depressione legata al clima e alla nostalgia per l'Europa. Lasciò il marito nel 1921 e si mise a vagare tra Parigi, Mosca, Londra e Berlino. Questi vagabondaggi le danno ambiente e ispirazione per i libri successivi, fino al 1924 quando si installò a Montparnasse, frequentando l'ambiente surrealista e artisti come Fernand Léger e Marcel Duchamp. 
Nel 1928 incontrò Louis Aragon alla Coupole, locale frequentato da artisti per i quali diventò una sorta di musa. Negli anni trenta progettava collane e abiti d'alta moda e scriveva reportage per giornali russi. A forza di tradurre nelle due lingue, nel 1938 si mise a scrivere un primo romanzo in francese, Bonsoir Thérèse. Il 28 febbraio 1939 sposò Aragon e insieme parteciparono alla resistenza, spostandosi nel sud della Francia, verso Lione e nella Drôme. Qui aiutò a pubblicare e distribuire i giornali clandestini La Drôme en armes e Les Étoiles.
Scrisse anche il romanzo Le Cheval blanc (1943) e i racconti di Le premier accroc coûte 200 francs, che vinse il premio Goncourt. Nel 1946 assistette al processo di Norimberga, scrivendo un reportage per Les Lettres françaises. Fece parte della direzione del Comitato nazionale degli scrittori (CNE), un gruppo legato al PCF che promuoveva la lettura e la vendita di libri negli anni cinquanta. Il ricordo della guerra e della resistenza contro i nazisti, intanto, le fornisce materia per scrivere L'Inspecteur des ruines (1948), la minaccia atomica e la guerra fredda Le Cheval roux (1953).
In questo periodo viaggiò molto con Aragon nei paesi del blocco socialista, dove viene a conoscenza dell'antisemitismo verso la sorella (sposata con Osip Maksimovič Brik e accusata, tra l'altro, di aver portato al suicidio Majakovskij), e dal lato meno privato, degli abusi del regime di Stalin. La sua critica ai sovietici si espresse in Monument (1957) e nell'essersi adoperata perché si pubblicasse in Francia Aleksandr Isaevič Solženicyn. Su come sia stata falsificata la biografia del "cognato" Majakovskij, scrisse quindi Le Grand Jamais (1965) e Écoutez-voir (1968).
Dopo la pubblicazione di La Mise en mots (1969) e ancora di Le Rossignol se tait à l'aube (1970), si spense per un attacco cardiaco mentre si trovava nel vecchio mulino di campagna acquistato con Aragon presso Saint-Arnoult-en-Yvelines, oggi visitabile.

## Opere

### In russo
- À Tahiti (1925)
- Fraise des bois (1926, romanzo, trad. in francese da Léon Robel)
- Camouflage (1928)

### In francese
- Bonsoir Thérèse (1938, romanzo)
- Mille regrets (1942, racconti)
- Le Cheval blanc (1943, romanzo)
- Qui est cet étranger qui n'est pas d'ici? ou le mythe de la Baronne Mélanie (1944), con disegni di Henri Matisse; trad. Lilli Monfregola, Il mito della Baronessa Mélanie, Roma: Robin Edizioni, 2007
- Le premier accroc coûte 200 francs (1944, racconti); trad. Elena Giolitti, Gli amanti d'Avignone, Torino: Einaudi, 1948
- Maiakovski: poète russe (1945, saggio)
- Personne ne m'aime (1946, romanzo)
- Les Fantômes armés (1947, romanzo)
- L'Inspecteur des ruines (1948, romanzo)
- L'écrivain et le livre ou La suite dans les idées (1948, saggi)
- Le Cheval roux ou les Intentions humaines (1953)
- L'Histoire d'Anton Tchekhov (1954, biografia)
- Le Rendez-vous des étrangers (1956, romanzo)
- Pour que Paris soit (1956), con Robert Doisneau
- Le Monument (1957, romanzo)
- L'âge de nylon: Roses à crédit (1959, romanzo)
- L'âge de nylon: Luna-Park (1960)
- Les Manigances. Journal d'une égoïste (1961)
- L'Âme (1962)
- Le Grand Jamais (1965)
- La Poésie russe (1965, a cura di), con il saggio L'art de traduire
- Écoutez-voir (1968)
- La Mise en mots (1969)
- Le rossignol se tait à l'aube (1970)